# Issoria triangularis
Issoria triangularis är en fjärilsart som beskrevs av Reverdin 1921. Issoria triangularis ingår i släktet Issoria och familjen praktfjärilar. Inga underarter finns listade i Catalogue of Life.